# 이즈미 도야
이즈미 도야(일본어: 泉 柊椰, 2000년 12월 2일~)는 일본의 축구 선수이다.

## 구단 경력
그는 2023년 J1리그의 비셀 고베에 입단했다. 2023년 8월 J2리그의 몬테디오 야마가타로 이적했다. 2023년 J3리그의 오미야 아르디자로 이적했다. 2024년 J3리그 우승으로 J2리그로 승격했다.